# Васил Панайотов
Васил Панайотов (болг. Васил Панайотов; нар. 16 липня 1990, Гоце Делчев) — болгарський футболіст, півзахисник клубу «Черно море» та національної збірної Болгарії.

## Клубна кар'єра
Панайотов вихованець команди «Левські» але на дорослому рівні дебютував у складі клубу «Шумен».
У червні 2010 року Васил перейшов до команди рідного міста «Пирин» (Гоце Делчев). Надалі він захищав кольори клубів «Банско», «Ая-Напа» та «Завіша» (Бидгощ).
У червні 2016 року півзахисник перейшов до «Берое» (Стара Загора).
16 січня 2017, Васил уклав угоду з польським клубом «Сталь» (Мелець).
19 червня 2017, Панайотов повернувся до команди «Левські».
7 серпня 2018 року Васил підписав дворічний контракт з клубом «Черно море». 17 серпня відіграв дебютну гру прои своєї колишньої команди «Берое» (Стара Загора), матч завершився внічию 0–0.

## Виступи за збірні
10 вересня 2021 року Панайотов дебютував у складі національної збірної Болгарії в товариському матчі проти команди Ірландії, болгари поступились з рахунком 1–3, а Васил вийшов на заміну в другому таймі замість Кристиана Димитрова.
18 листопада 2024 року у матчі Ліги націй проти команди Білорусі відзначився забитим м'ячем, підсумковий результат гри 1–1.